# ربکا لینارس
ربکا لینارس (به اسپانیایی: Rebeca Linares) (زاده ۱۳ ژوئن ۱۹۸۳) نام هنری بازیگر فیلم‌های پورن اسپانیایی، ورونیکا لینارس است. علی‌رغم تولد وی در سان سباستین اسپانیا، وی سال‌های زیادی را در بارسلون زندگی کرده‌است. وی نام ربکا را به دلیل کوتاهی و بسیار محکم بودن آن برگزیده و لینارس نیز نام خانوادگی واقعی وی است.
ربکا از سال ۲۰۰۵ در فیلم‌های پورن حاضر شد، صمیمی‌ترین دوست او از دوستان ناچو ویدال بوده‌است. به واسطه حجم کاری و درآمد کم در اسپانیا، وی این کار را در بخش‌های دیگر اروپا نظیر آلمان و فرانسه دنبال کرده‌است. در نهایت وی به لس‌آنجلس مهاجرت کرد و در اینباره گفته‌است: «من می‌خواهم در یکجا بمانم، هر روز کار و زندگی کنم و اینجا کار بسیاری است.»